# 김용범 (시인)
김용범(1954년 2월 2일 ~ )은 대한민국의 시인이다.
1954년 2월 2일, 경북 울진군 후포에서 태어났다. 1974년 ≪심상≫ 신인상으로 데뷔하였다.
한양대학교 국어국문학과 동대학원을 졸업(문학박사)했다.
한국문화예술진흥원(현 한국문화예술위원회) 한국문화정책연구원(현 한국문화관광연구원) 등에서 근무하였다. 중앙대 예술대학원 예술경영학과 객원 교수를 거쳐 한양대학교 문화콘텐츠학과 교수로 지냈다.
1981년, 첫 시집 ≪겨울의 꿈≫(고려원) 이후 14권의 시집을 냈다.